# 現業
現業（げんぎょう）とは、国および地方公共団体の非権力的な業務のこと。また、一般企業で技能職が従事する工場等の業務を指すこともある。

## 法令
行政執行法人の職員には行政執行法人の労働関係に関する法律が、地方公営企業の職員、地方公共団体に勤務する単純労務職員などについては地方公営企業等の労働関係に関する法律が適用され、団結権（労働組合結成権）のほか、団体交渉権（労働協約締結権）が認められている。

## 地方公共団体における主な職種
- 公用車・バスの運転手、電車の運転士、整備士
- 清掃作業員
- 学校用務員
- ごみ収集作業員
- 道路補修作業員
- 設備保安員
- 電話交換手
- 守衛

自治体によっては給食調理員や保育所職員（保育士）・放課後児童クラブ（学童クラブ）職員が含まれることもある。

## 公務員における現業職と非現業職
看護師や保育士（公務員である場合）、消防士などの職種は行政機関での事務職でないため「現場」労働というイメージがあるものの、現業職には含まれない。 区別の基準として、「公権力の行使の有無」とされる。 しかし、看護師や保育士の行使する業務上の権限と、ごみ収集作業員や学校給食調理員が業務上行使する権限との差異は、不明確であり、現業職と非現業職に明確で合理的な区別はない。そこで、区別の基準として、法律で「技能労務職」と定義された職種に限定され、技能労務職とされた場合は現業職となる。